# Josh Ross
Joshua « Josh » Ross (9 février 1981 à Sydney) est un athlète australien, spécialiste du sprint. C'est un aborigène d'Australie.
Il a remporté le 10 mars 2007, les Championnats d'Australie en 10 s 08.
Sur 200 m, il a réalisé 20 s 53 (0,2 m/s), 1er à Lignano Sabbiadoro, le 15 juillet 2007.
Il détient avec Anthony Alozie, Isaac Ntiamoah et Andrew McCabe le record d'Océanie du relais 4 × 100 m, en 38 s 17, réalisé en demi-finale des Jeux olympiques à Londres.
Il est un des deux seuls sprinters à avoir remporté la Stawell Gift avec Jean-Louis Ravelomanantsoa avec le handicap maximal, soit 120 m.

## Palmarès

### Championnats du monde d'athlétisme
- Championnats du monde d'athlétisme de 2007 à Osaka ( Japon) 
  - éliminé en quart de finale sur 100 m